# Georg Hermann Richerz (Geistlicher, 1716)

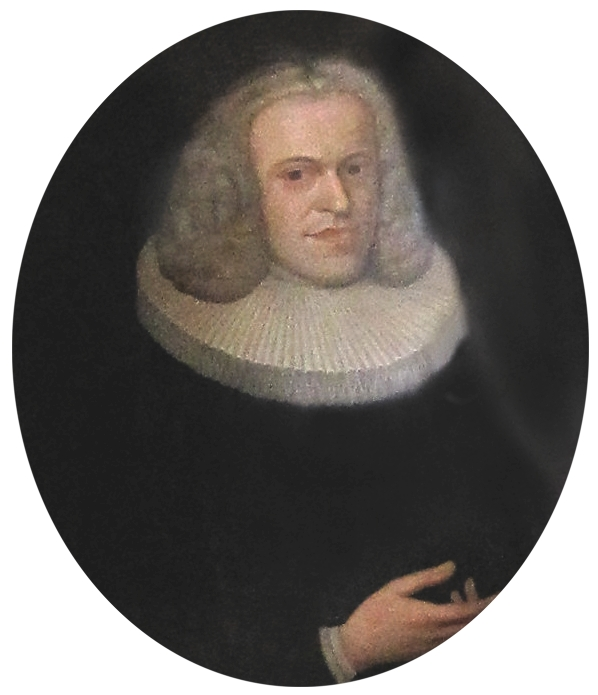
Epitaph-Porträt

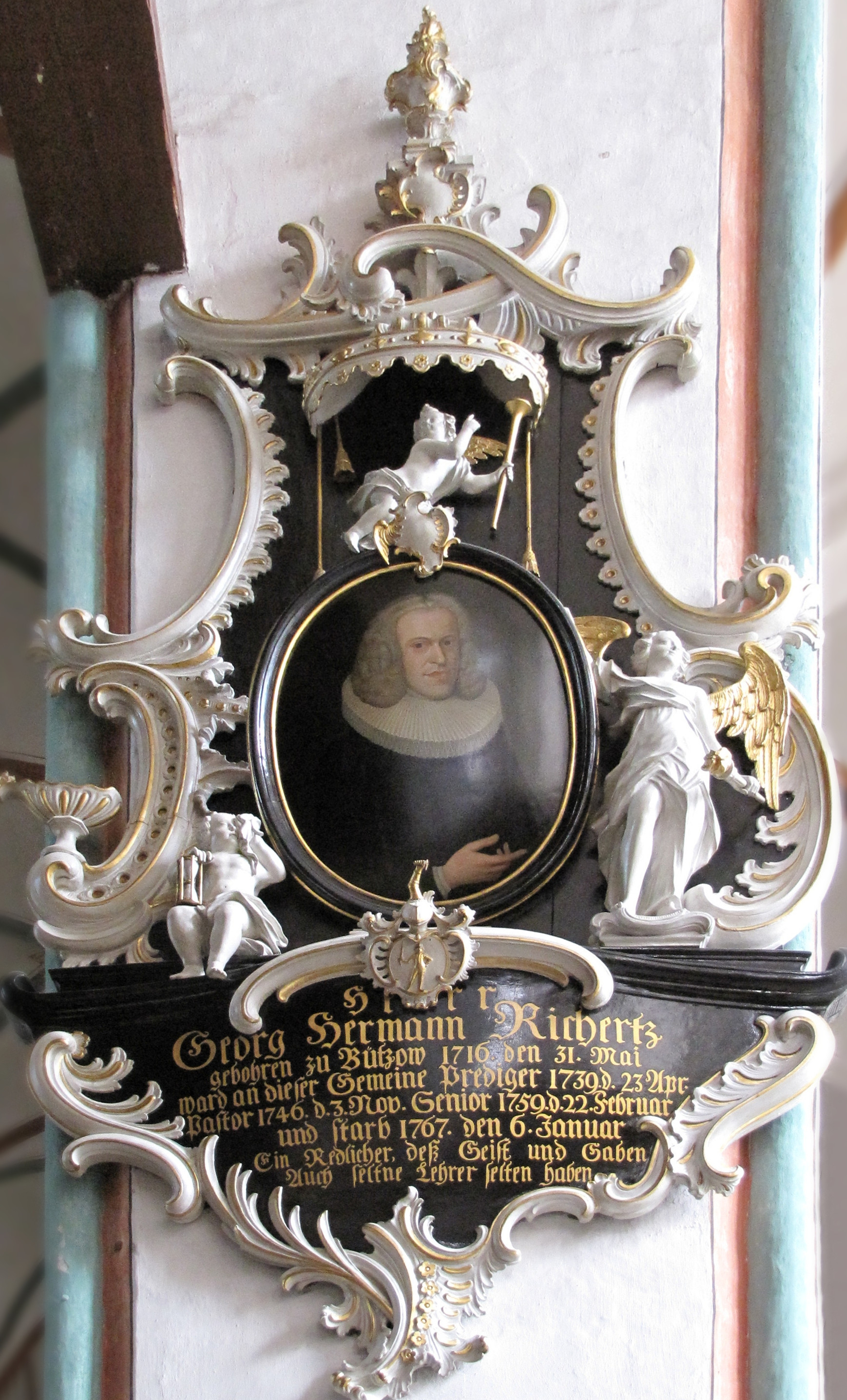
Epitaph in der Lübecker Jakobikirche

Georg Hermann Richerz, auch Richertz (* 31. Mai 1716 in Bützow; † 6. Januar 1767 in Lübeck) war ein deutscher lutherischer Geistlicher des 18. Jahrhunderts.

## Leben
Richerz war der Sohn des Propstes an der Stiftskirche Bützow Conrad Rudolph Richerz (1678–1771). Er besuchte das Katharineum zu Lübeck und studierte ab 1733 an der Universität Rostock Theologie. Er wurde 1739 zunächst Prediger, 1745 Archidiakon und 1746 Hauptpastor an der Jakobikirche in Lübeck und als Nachfolger von Heinrich Scharbau 1759 Senior des Lübecker Geistlichen Ministeriums.
Sein 1767 errichtetes Rokoko-Epitaph mit seinem auf Kupfer gemalten Porträt befindet sich an der Westseite der fünften Südsäule der Jakobikirche.
Richerz war verheiratet mit Anna Widderich, Tochter des Bergenfahrers und Lübecker Ratsherrn Johann David Widderich. Der Superintendent Georg Hermann Richerz und der Lübecker Ratsherr und Bürgermeister Georg David Richerz sind seine Söhne.

## Stammbuch Richerz

Stammbuch Richertz: Rostocker Studenten 1737

Satzreproduktion der Dedikationsseite des Stammbuches Richertz mit den Memorabilien des Angelius Johann Daniel Aepinus

Das Richertzsche Stammbuch ist als Stammbuch mit seiner Laufzeit 1736/37 in Rostock nicht nur Spiegel des persönlichen sozialen Umgangs des Stammbuchhalters Richerz während seiner Studentenzeit, sondern aufgrund seiner zahlreichen außergewöhnlichen Farbillustrationen auch ein kulturhistorisches Bilddokument der studentischen Verhältnisse an der Universität Rostock in den 1730er Jahren. Das Original des Stammbuchs befindet sich als Teil der Lipperheideschen Kostümbibliothek in der Kunstbibliothek der Staatlichen Museen zu Berlin am Matthäikirchplatz. Ein Nachdruck mit transkribierten Einträgen (Memorabilien) der Stammbucheinträger erschien in geringer Auflage mit ausführlichen Erläuterungen, herausgegeben von Gustav Kohfeldt, 1919 zur Feier des fünfhundertjährigen Bestehens der Universität Rostock.

### Stammbucheinträger (Auswahl)
- Angelius Johann Daniel Aepinus
- Daniel Nettelbladt
- Erich Simon Henrich von Seelen (* 4. Oktober 1717 in Stade) wurde 1754 zum Subrektor des Katharineums zu Lübeck gewählt, verstarb aber noch vor seinem Amtsantritt († 11. Februar 1755 in Leipzig).[3]
- Eine Auflistung der Einträge ist abrufbar im RAA – Repertorium Alborum Amicorum[4]

## Schriften
- Leben des Ratsherrn Joh. David Widderich, Lübeck 1743
- Ad Psalmi CIII Versum 5 Commentatio: Viro Doctissimo ... Domino M. Henrico Scharbav Occasione XL Annorvm In Ministerio Sacro Completorvm, Gratvlandi Stvdio Consecratvr, Green, Lübeck 1755

### Stammbuch
- Gustav Kohfeldt und Wilhelm Ahrens (Hrsg.): Ein Rostocker Studenten-Stammbuch von 1736/37. Mit 23 Bildern aus dem Studentenleben in farbiger Wiedergabe. Rostock 1919 (Digitalisat)